# Arturo Zablah
José Arturo Zablah Kuri (español americano: ['sa.βla 'ku.ɾi]; San Salvador, El Salvador, 1954) es un destacado industrial y exfuncionario público salvadoreño de origen palestino.
Nació en el seno de una familia de ascendencia palestina y libanesa. Cursó sus primeros estudios en el Liceo Salvadoreño, en donde obtuvo el título de Bachiller en 1969. En el año 1976 se graduó con honores como Ingeniero Industrial y de Sistemas del Instituto Tecnológico y de Estudios Superiores de Monterrey. Continuó sus estudios en el Georgia Institute of Technology en donde obtuvo el grado de Master en Análisis de Sistemas; con su tesis de grado obtuvo los premios a la mejor tesis de Ingeniería Industrial y de Sistemas (1980 - 1981) y el prestigioso galardón Sigma XI a la mejor investigación científica del Georgia Institute of Technology (1980 - 1981).

## Trabajos académicos.
El Ingeniero Zablah Kuri se ha desempeñado como catedrático de la Universidad Nacional de El Salvador (1974 - 1975), la Universidad Centroamericana "José Simeón Cañas" (1976 - 1979) y en el Instituto Tecnológico y de Estudios Superiores de Monterrey, México, en los programas de Master y Doctorado de Modelos Matemáticos para la toma de Decisiones, (1980 – 1981). - Autor de los libros “Apuntes de Investigación de Operaciones”, (1977) y “Más allá de las promesas...”, (2005).

## Trabajos profesionales.
- Ingeniero de Planificación. Texas Instruments, San Salvador (1976).
- Consultor Asociado en la empresa CONSULTORIA INTEGRAL, (1978).
- Asesor de múltiples empresas (Cervecería, Acero, Alimentos y Fabricación de Maquinaría), en Monterrey – México (1980-1981).
- Director de Planificación en la empresa GRUPO INDUSTRIAL GAMESA, (asociado con Nabisco Brands), Monterrey – México (1981-1984).
- Gerente General de Industrias Capri, S.A.., 1985 – mayo de 1989.
- Ministro de Comercio Exterior de El Salvador, desde junio de 1989 a octubre de 1989.
- Ministro de Economía de El Salvador Archivado el 8 de septiembre de 2005 en Wayback Machine., desde junio de 1989 a febrero de 1993.
- Presidente de Industrias Capri, S.A. de julio de 1993 a junio de 1994.
- Presidente de la Comisión Ejecutiva Portuaria Autónoma, CEPA, desde junio de 1994 a mayo de 1998.
- Presidente de Industrias Capri, S.A. desde junio de 1998.

El Ing. Arturo Zablah es en la actualidad un destacado analista de la situación económica, política y social de El Salvador.

OTROS CARGOS O MEMBRESIAS
- Miembro del Iinstituto Americano de Ingenieros Industriales, desde 1979.
- Miembro de la Junta Directiva de la Cámara de Comercio e Industria de El Salvador, 1986-1987. En ese período fundador de los Foros sobre Economía.
- Miembro de la Junta Directiva de Empresarios Juveniles, 1987.
- Presidente de la XXIX Asamblea de Gobernadores del Banco Centroamericano de Integración Económica (BCIE), 1990.
- Miembro de la Asociación Salvadoreña de Ingenieros Mecánicos, Electricistas e Industriales, desde 1994.

## Premios y reconocimientos
- Premio de La Unión de Dirigentes de Empresarios Salvadoreños, 1992.
- Reconocimiento de la Confederación Panamericana de Ingenieros Mecánicos, Electricistas y ramas afines por haber dirigido la Ampliación del Aeropuerto Internacional El Salvador, 19 de marzo de 1998.
- Premio de la Asociación Salvadoreña de Ingenieros Mecánicos, Eléctricos e Industriales, ASIMEI, en la rama de “Relevante Gestión de Gobierno”, 7 de mayo de 1998.
- Reconocimiento del Colegio de Profesionales en Ciencias Económicas de El Salvador como” Profesional Distinguido Para Las Ciencias Económicas” 17 de agosto de 2007.
- Candidato a Vicepresidente de la República por el partido ARENA en las elecciones del año 2009
- Asesor de la Junta Directiva de la Asociación Salvadoreña de Industriales desde enero de 2013, y miembro de la Junta Directiva desde marzo de 2014.
- Premio de la Asociación Salvadoreña de Industriales, como industrial del año junio de 2014.